# Uvaria vietnamensis
Uvaria vietnamensis este o specie de plante angiosperme din genul Uvaria, familia Annonaceae, descrisă de C. Meade. Conform Catalogue of Life specia Uvaria vietnamensis nu are subspecii cunoscute.